# Орден Ушакова
Це стаття про орден СРСР. Про державну нагороду Російської Федерації див.: Орден Ушакова (Російська Федерація).
О́рден Ушако́ва — радянська військова флотська нагорода часів німецько-радянської війни. Орден збережений в системі нагород Російської Федерації.
Заснований Указом Президії Верховної Ради СРСР від 3 березня 1944 року. Надалі в Указ вносилися зміни Указами Президії Верховної Ради СРСР від 26 лютого і 16 грудня 1947 року.
Під час розробки орденів для Військово-морського флоту було визначено старшинство ордена Ушакова над орденом Нахімова і визначені відповідності:
- флотоводчеський орден Ушакова — полководницькому ордена Суворова;
- флотоводчеський орден Нахімова — полководницькому ордена Кутузова.

## Статус
Орденом Ушакова нагороджуються офіцери Військово-морського Флоту за видатні успіхи в розробці, проведенні і забезпеченні морських активних операцій, внаслідок чого в боях за Батьківщину була досягнута перемога над чисельно переважаючим ворогом.
Нагородження орденом Ушакова здійснювалося Указом Президії Верховної Ради СРСР.
Орден Ушакова має два ступеня: I та II ступені.
Вищим ступенем ордена є I ступінь.
Орденом Ушакова I ступеня нагороджуються офіцери Військово-морського Флоту:
- За відмінну організацію і проведення операції проти противника в морі і проти його узбережжя, досягнуті успіхи в знищенні сил флоту противника або його берегових баз і зміцнень в результаті раптового і рішучого нанесення ударів, заснованих на повній взаємодії всіх сил і засобів флоту;
- За відмінно організовану і успішно завершену морську операцію на комунікаціях противника, що привела до загибелі значної кількості його військових кораблів і транспорту;
- За проявлену ініціативу і рішучість в керівництві операцією або боєм, внаслідок чого розгромлений чисельно переважаючий противник, а свої сили зберегли боєздатність і повністю виконали поставлене завдання;
- За майстерно і приховано організовану і проведену велику десантну операцію, в результаті якої десант виконав головне завдання на узбережжі противника при найменших втратах своїх сил.

Орденом Ушакова II ступеня нагороджуються офіцери Військово-морського Флоту:
- За відмінне керівництво і успішні дії в ході ведення бою в морі з чисельно переважаючим противником, що призвели до знищення значних його сил;
- За умілі, стрімкі і сміливі набігові дії по базам і береговим об'єктам противника, внаслідок чого знищені великі сили і засоби противника;
- За успішні і зухвалі дії на комунікаціях противника, що привели до знищення його цінних кораблів і транспорту при сильному конвоюванні і чисельній перевазі противника в бою;
- За відмінну організацію і керівництво частиною сил флоту, що беруть участь у великій десантній операції, або за добре організовану і успішно проведену операцію по висадці тактичного десанту;
- За успішне виконання бойового завдання, умілу і чітку організацію взаємодії всіх сил і засобів флоту в бою, що привела до знищення значних сил противника;
- За відмінне керівництво забезпеченням операцій, що привело до значних бойових успіхів.

Орден Ушакова I і II ступенів носиться на правому боці грудей після ордена Суворова відповідних ступенів.

## Описання ордена
Знак ордена Ушакова I ступеня має форму платинової опуклої п'ятикутної зіркі, поверхня якої виконана у вигляді променів, що розходяться. В середині зірки в обідку, виконаному у вигляді троса, золотий круг, покритий блакитною емаллю, з написом золотими літерами у верхній частині по колу: «АДМИРАЛ УШАКОВ».
В центрі круга розташовано золоте поліроване погрудне рельєфне зображення адмірала Ушакова. Круг з обідком накладений на чорний (оксидований) якір, до скоби якого прикріплений чорний (оксидований) якірний ланцюг, що обрамувала круг. Під кругом, поверх ланцюга і рогів якоря, накладені золоті лаврова і дубова гілці, на з'єднанні яких розміщено золоте зображення серпа і молота.
Знак ордена Ушакова II ступеня відрізняється тим, що зірка знаку золота, круг з обідком покритий блакитною емаллю, букви напису і погрудне зображення Ушакова срібні, а під кругом на тренді якоря поміщено срібне зображення серпа і молота. Знак ордена Ушакова II ступеня лаврово-дубових гілок не має.
Знак ордена I-го ступеня виготовляється з платини, із золотим кругом по центру.
Платинового вмісту в ордені першого ступеня — 25 г, золотого, — 8,55 г, срібного, — 13,022 г.
Вага ордена першого ступеня — 48,4±2,0 г.
Знак ордена II ступеня виготовляється із золота, із срібним кругом в центрі.
Золотого вмісту в ордені другого ступеня — 25,365 г, срібного, — 14,462 г.
Вага ордена другого ступеня — 42,2±1,7 г. Розмір знаку ордена Ушакова між протилежними вершинами зірки — 56 мм. Відстань між сусідніми вершинами променів зірки — 34 мм. Відстань від центру знаку до вершини будь-якого з променів — 30 мм.
Стрічка до ордена Ушакова шовкова муарова:
- Для першого ступеня посередині стрічки блакитна смуга шириною 5 мм, ближче до країв дві білі смуги шириною 8 мм кожна, і по краях стрічки блакитні смужки шириною 1,5 мм кожна.
- Для другого ступеня посередині стрічки біла смуга шириною 11 мм, ближче до країв дві блакитні смуги шириною 5 мм кожна, по краях стрічки білі смужки шириною 1,5 мм кожна.

Ширина стрічки 24 мм.
На оборотній стороні знак має нарізний штифт з гайкою для кріплення ордена до одягу.

## Історія
Орден Ушакова — вищий флотоводчеський орден СРСР. Морських офіцерів практично не нагороджували «сухопутними» полководницькими орденами Суворова, Кутузова, Хмельницького і Невського. Тому виникла необхідність в створенні спеціальних флотоводчеських винагород. Два «морські» ордени — Ушакова і Нахімова, а також дві «морські» медалі, названі іменами тих же адміралів, були засновані 3 березня 1944 року.
Ідею створення таких винагород Сталіну запропонував особисто Нарком Військово-морського Флоту СРСР і одночасно Головнокомандувач Військово-морським Флотом адмірал флоту Кузнєцов М. Г. влітку 1943.
При розробці статутів орденів Ушакова і Нахімова виникла суперечка про те, яка з цих винагород повинна стояти вище в негласній «табелі про ранги». Річ у тому, що історики рідко згадували Ушакова. Про Нахімова ж було написано значно більше і він був добре відомий народові як герой Кримської війни. Проте, адмірал Ковальов наполягав на тому, що «головним» слід поставити орден Ушакова. На рахунку Ушакова була безліч перемог і жодної поразки. Особливо слід підкреслити роль перемоги Ушакова в битві з турецьким флотом в мису Каліакрія літом 1791 року. Ця перемога закріпила престиж Росії як морської держави і затвердила її інтереси на Чорному і Середземному морях. При Ушакові Росія побудувала сильний флот і надійні фортеці в Криму, в Дністровському, Бугськом і Дніпровському лиманах. Приводячи вагові аргументи, адмірал Ковальов переконав приймальну комісію Державного комітету оборони і особисто її голову Щербакова А. С. в доцільності затвердження ордена Ушакова на першому місці. Для ознайомлення бійців, командирів і цивільних осіб з подвигами Ушакова видавалися спеціальні листівки, а відразу після війни була знята історична кінострічка «Адмірал Ушаков».
Проект ордена Ушакова розробив начальник організаційно-мобілізаційного управління Наркомату ВМФ СРСР капітан 1-го рангу (згодом віце-адмірал) Хомич Б. М. Він також є автором проекту гвардійського військово-морського прапора, знаків «Гвардія» для моряків і знаку «командир підводного човна». У розробці проекту ордена брали участь Шипельовський М. А. та Берков Є. А.
У забарвленні орденської стрічки використані кольори Андріївського військово-морського прапора імператорської Росії.

## Нагородження
Перший Указ про нагородження орденом Ушакова I ступеня з'явився 16 травня 1944 року. Цим Указом були нагороджені командир бригади підводних човнів Чорноморського флоту контр-адмірал Болтунов П. І. і командувач авіацією Чорноморського флоту генерал-лейтенант Єрмаченков В. В. за успішні дії по звільненню Криму.
Знак ордена Ушакова № 1 був вручений віце-адміралові Трибуцу В. П., що командував тоді Червонопрапорним Балтійським флотом (Указ Президії Верховної Ради СРСР від 22 липня 1944 року). Цим же Указом нагороджувалися орденом Ушакова I ступеня адмірал Ісаков І. С., віце-адмірал Октябрський П. С. і Кузнецов М. Г., який був у той час Народним комісаром Військово-морського Флоту.
Одинадцять чоловік нагороджено двома орденами Ушакова I ступеня. Серед них були нарком Військово-морського Флоту віце-адмірал Кузнєцов М. Г., адмірали Галлер Л. М. (пізніше репресований, помер у в'язниці), Ісаков І. С., Головко А. Г., Левченко Г. І., віце-адмірали Холостяков Г. М. (командувач Дунайською військовою флотилією), Октябрський П. С., Трибуц В. П., генерал-полковник авіації Самохін М. І., генерал-лейтенант авіації Єрмаченков В. В., командувач авіацією ВМФ маршал авіації Жаворонков С. Ф.
Три офіцери — Холостяков Г. М., Самохін М. І. і Єрмаченков В. В. були нагороджені другим орденом Ушакова I ступеня вже після війни. Останні були нагороджені двічі за період німецько-радянської війни.
Кавалером ордена Ушакова I ступеня став один іноземець — командувач військово-морськими силами союзних військ в Європі британський адмірал сер Бертрам Хоум Рамсей, нагороджений Указом Президії Верховної Ради СРСР від 4 жовтня 1944 року.
Серед нагороджених орденом Ушакова I ступеня — вісім частин Військово-морського Флоту. Першими нагородженими були Червонопрапорна бригада підводних човнів Північного флоту і 9-а штурмова Ропшинська Червонопрапорна авіаційна дивізія ЧБФ. Серед нагороджених також Червонопрапорна Дніпровська військова флотилія, 1-а бригада тралення ЧФ, 4-а бригада річкових кораблів Амурської флотилії, а також бригади торпедних катерів і мисливців за підводними човнами Північного флоту.
Після війни орден Ушакова I ступеня присуджений двом навчальним закладам: Вищому Військово-морському Червонопрапорному училищу ім. Фрунзе і Військово-морський ордени Леніна академії (1968 рік — останнє нагородження орденом Ушакова).
Орден Ушакова II ступеня в числі перших отримали на Північному флоті — 10 квітня 1944 року командир бригади підводних човнів капітан 1-го рангу Колишкин І. А. (згодом очолювана ним бригада підводних човнів була нагороджена орденом Ушакова I ступеня), капітан 2-го рангу Котов В. Ф., капітан Пирогов В. В. і ін. (всього 14 чоловік). На Чорноморському флоті — 20 квітня 1944 року капітан-лейтенант Глухов А. А.
На Червонопрапорному Балтійському Флоті — 26 червня 1944 року капітан 2-го рангу Белуш М. А., капітан 3-го рангу Гладишев Н. І., капітан-лейтенант Гуманенко В. П.
У числі перших нагороджених орденом Ушакова II ступеня Указом Президії Верховної Ради СРСР від 16 травня 1944 року був командувач Азовською військовою флотилією контр-адмірал (згодом Адмірал Флоту Радянського Союзу) Горшков С. Г. який пізніше був нагороджений і орденом I ступеня. У числі перших нагороджених орденом Ушакова II ступеня були також адмірали Басистий М. Є., Платонов В. І. та інші (Указ Президії Верховної Ради СРСР від 22 липня 1944 року).
Знак ордена Ушакова II ступеня № 1 був вручений в липні 1944 року командувачеві Кронштадтським оборонним районом віце-адміралові Ралль Ю. Ф. (його прабабуся по материнській лінії була племінницею Ф. Ф. Ушакова). Кадровий офіцер російського флоту Юрій Федорович Ралль до революції командував міноносцем «Подвижний».
Серед нагороджених орденом Ушакова II ступеня — тринадцять військових частин і підрозділів. Так, орденом Ушакова II ступеня Указом Президії Верховної Ради СРСР від 20 квітня 1945 року нагороджений 9-й винищувальний авіаційний Червонопрапорний полк Клайпеди.
У роки війни були випадки, коли офіцер міг бути удостоєний і вищого полководницького ордена Суворова і вищого флотоводчеського ордена Ушакова. Так, ордени Суворова II ступеня і Ушакова II ступеня прикрашали кітель Героя Радянського Союзу Державіна Павла Івановича. У роки війни він був командиром дивізіону Одеського загону сторожових кораблів, потім командиром бригади бронекатерів Азовською і Дунайською військових флотилій. Державін закінчив війну на посаді командира 1-ї Керченсько-Віденської Червонопрапорної бригади річкових кораблів Дунайської військової флотилії.
Орден Ушакова I ступеня став другим по рідкості (після ордена Перемога) радянським орденом. Унікальність ордена Ушакова привела до трагедії: у 1983 році віце-адмірал у відставці Холостяков Г. Н. був убитий в своїй квартирі грабіжниками, які викрали його винагороди, у тому числі і два ордени Ушакова I ступеня.
Всього орденом Ушакова I ступеня було здійснено 47 нагороджень (у тому числі 10 нагороджень з'єднань, частин і навчальних закладів ВМФ).
Орденом Ушакова II ступеня було здійснено 194 нагородження (у тому числі 13 нагороджень з'єднань і частин ВМФ).